# روژه آرنالدز
روژه آرنالدز (به فرانسوی: Roger Arnaldez) (زاده ۱۳ سپتامبر ۱۹۱۱–۷ آوریل ۲۰۰۶) یک اسلام‌شناس و پژوهش گر فرانسوی بود.
وی در پاریس زاده شد و پس از دربافت دکتری فلسفه و ادبیات نزدیک به ده سال در قاهره زندگی کرد و در آن جا به عنوان استاد به تدریس پرداخت.